# Liao Rong
Liao Rong (ur. 9 sierpnia 1986) – chińska zapaśniczka w stylu wolnym. Zdobyła brązowy medal na mistrzostwach Azji w 2007. Szósta w Pucharze Świata w 2006. Złota medalistka wojskowych MŚ w 2016 i druga w 2010, 2017 i 2018 roku.